# Statua equestre di Ibrahim Pascià
La Statua equestre di Ibrahim Pascià è un monumento scultoreo del Cairo, dedicato alla memoria di Ibrāhīm Pascià (1789-1848). È opera dello scultore francese Charles Henri Joseph Cordier (1827-1905) e venne creata nel 1872.
Il monumento si trova al centro della piazza dell'Opera (Mīdān al-Obra), anche nota come piazza di Ibrāhīm Pascià, nel quartiere Ataba del Cairo. Esiste una copia di questo monumento nella cittadella di Saladino, nella spianata di fronte al museo militare del Cairo.

## Storia

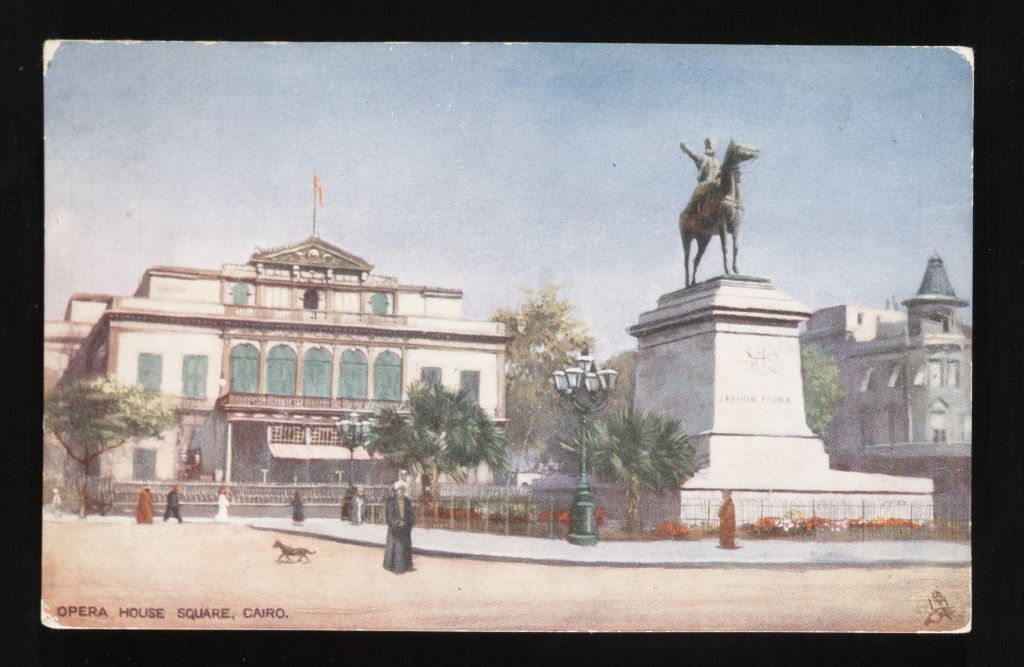
La statua e il teatro chediviale in una vecchia cartolina.

Nel 1869, il chedivè d'Egitto Ismāʿīl Pascià fece costruire un teatro dell'opera nella città del Cairo e si venne a formare una nuova piazza antistante. Dopo l'inaugurazione del teatro chediviale (che sarà interamente distrutto dalle fiamme nel 1971), Ismāʿīl commissionò allo scultore francese Charles Cordier una statua che raffigurasse suo padre Ibrāhīm, un generale egiziano che aveva guidato le sue truppe nelle campagne contro gli ottomani in Siria e in Asia minore e che fu brevemente il chedivè d'Egitto dopo il primo governo di Muḥammad ʿAli (più noto con il nome turco Mehmet Ali). La scelta del luogo fu dovuta al fatto che si trattava di un quartiere allora recente, frutto della modernizzazione urbanistica di Ismāʿīl (infatti la zona allora era nota con il nome di "quartiere europeo"). Durante la rivolta del colonnello Aḥmad ʿOrābī del 1880, l'opera venne messa al sicuro al museo egizio per evitare che venisse danneggiata dalla folla e vi rimase fino alla fine della rivolta, quando fu reinstallata dal chedivè Tawfīq.

## Descrizione

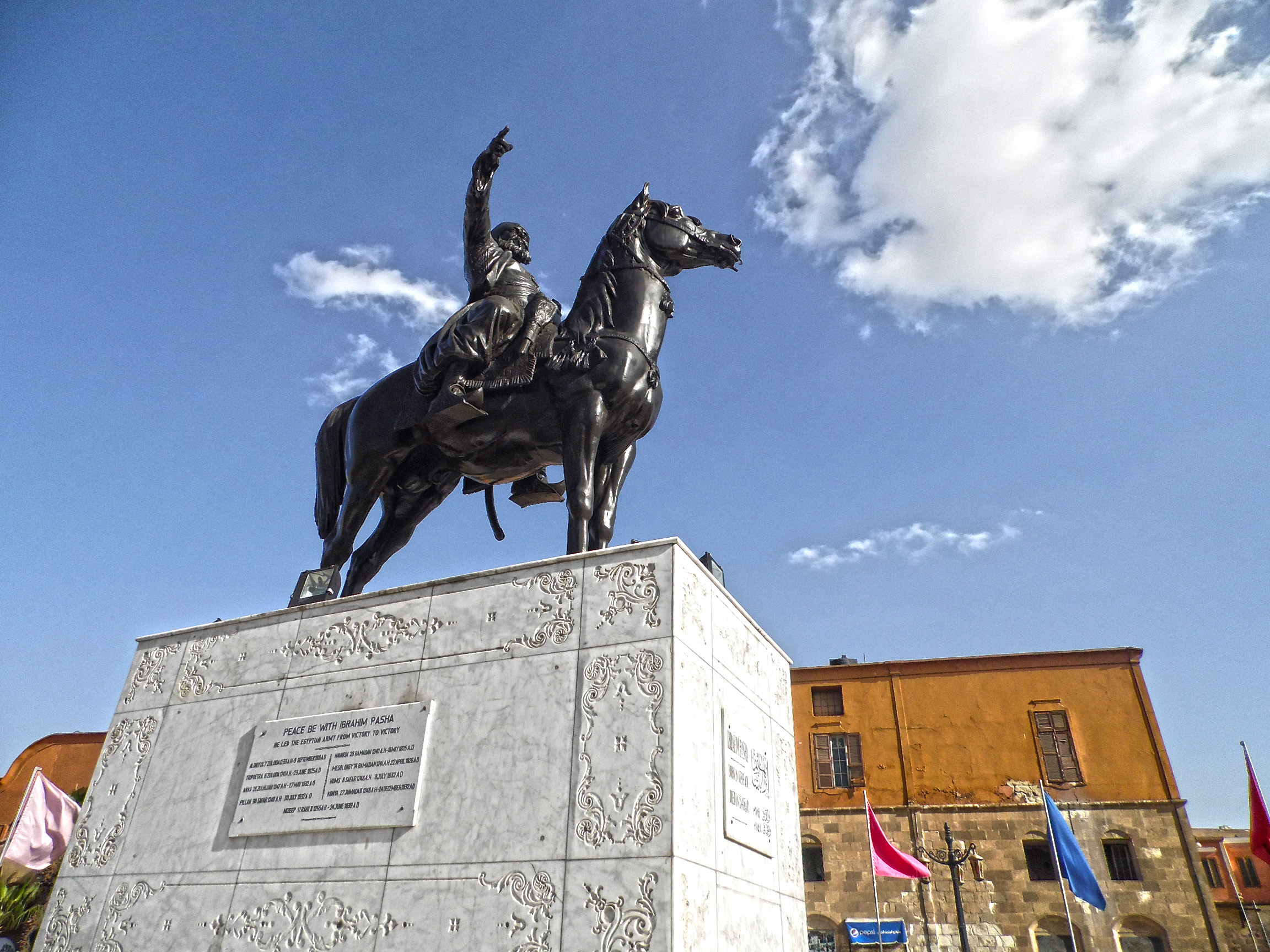
La copia nella cittadella di Saladino.

Il monumento (alto circa sei metri senza la base) è composto da un basamento di pietra, sopra il quale si trovano il cavaliere e il suo cavallo, fusi nel bronzo. Ibrāhīm Pascià è rappresentato con un uniforme turca e un fez. Il braccio destro è alzato mentre l'altro stringe le redini del destriero, ed egli guarda leggermente alla sua destra. Secondo il progetto originale, il monumento doveva anche includere delle statue raffiguranti quattro leoni alla base, opera dello scultore francese Henri-Marie-Alfred Jacquemart. Anche se i leoni non vennero aggiunti alla statua equestre, due di queste figure furono poi riprese (mutandone le dimensioni) per i leoni che ornano l'accesso orientale al ponte Qasr al-Nil.
Ai lati della base sono presenti due rilievi, sempre in bronzo, che raffigurano due battaglie nelle quali le truppe egiziane di Ibrāhīm affrontarono e sconfissero gli ottomani: la battaglia di Acri del maggio del 1832 e la battaglia di Konya nel dicembre dello stesso anno. Quando il monumento venne inaugurato sorse una controversia per questi rilievi, in quanto l'Egitto era rimasto a far parte dell'impero ottomano, nonostante la sua forte autonomia, pertanto le scene che mostravano le sconfitte dei turchi vennero rimosse. Si dovette aspettare un secolo affinché i due bassorilievi venissero reinstallati sul basamento, grazie al nipote dello scultore, Jules Cordier.

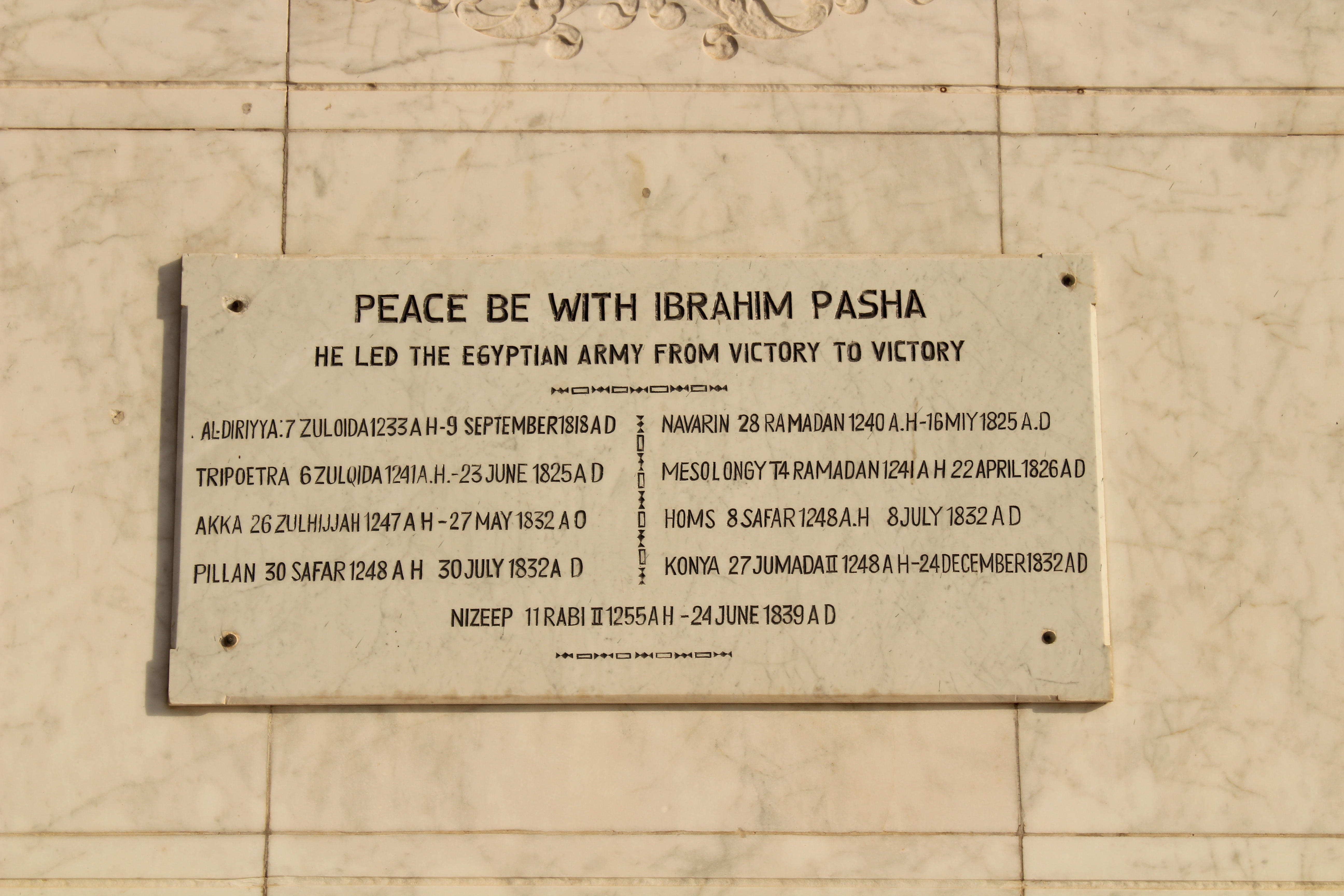
La targa in inglese nella versione della cittadella cairota.

Nella parte frontale della base si legge la firma di Ibrāhīm Pascià nell'alfabeto arabo e sotto il suo nome scritto nell'alfabeto latino e con delle lettere maiuscole: la lingua è il francese, dato che c'è scritto PACHA (l'equivalente francese di "pascià"). Nella copia della cittadella, invece, al posto dei rilievi laterali sono presenti due targhe, una in arabo e l'altra in inglese, che raccontano le gesta del generale. Nella targa in inglese sono indicati sia i mesi del calendario islamico sia quelli del calendario gregoriano accanto ai luoghi di nove battaglie: per esempio, la data la battaglia di Navarino è riportata dapprima come 28 Ramadan 1240 a.h. (annus hegirae, "anno dell'egira" in latino) e poi come 16 maggio del 1825. La base è inoltre diversa, in quanto è perfettamente rettangolare ed è decorata con dei motivi tradizionali.